# Георгій Атанасов
Гео́ргій Іванов Атана́сов (болг. Георги Иванов Атанасов; 25 липня 1933, Православен — 31 березня 2022, Софія) — болгарський політик, член Болгарської комуністичної партії. Очолював уряд країни у 1986–1990 роках.
1956 року закінчив Софійський університет.
1990 року Георгій Атанасов був звільнений від усіх посад в Болгарській соціалістичній партії. 1992 був засуджений на десять років ув'язнення за фінансові зловживання, проте 1994 року звільнений указом президента.